# Leucocoryne coquimbensis
Leucocoryne coquimbensis är en amaryllisväxtart som beskrevs av Federico Philippi och Rodolfo Amando Philippi. Leucocoryne coquimbensis ingår i släktet Leucocoryne och familjen amaryllisväxter. Inga underarter finns listade i Catalogue of Life.

## Bildgalleri

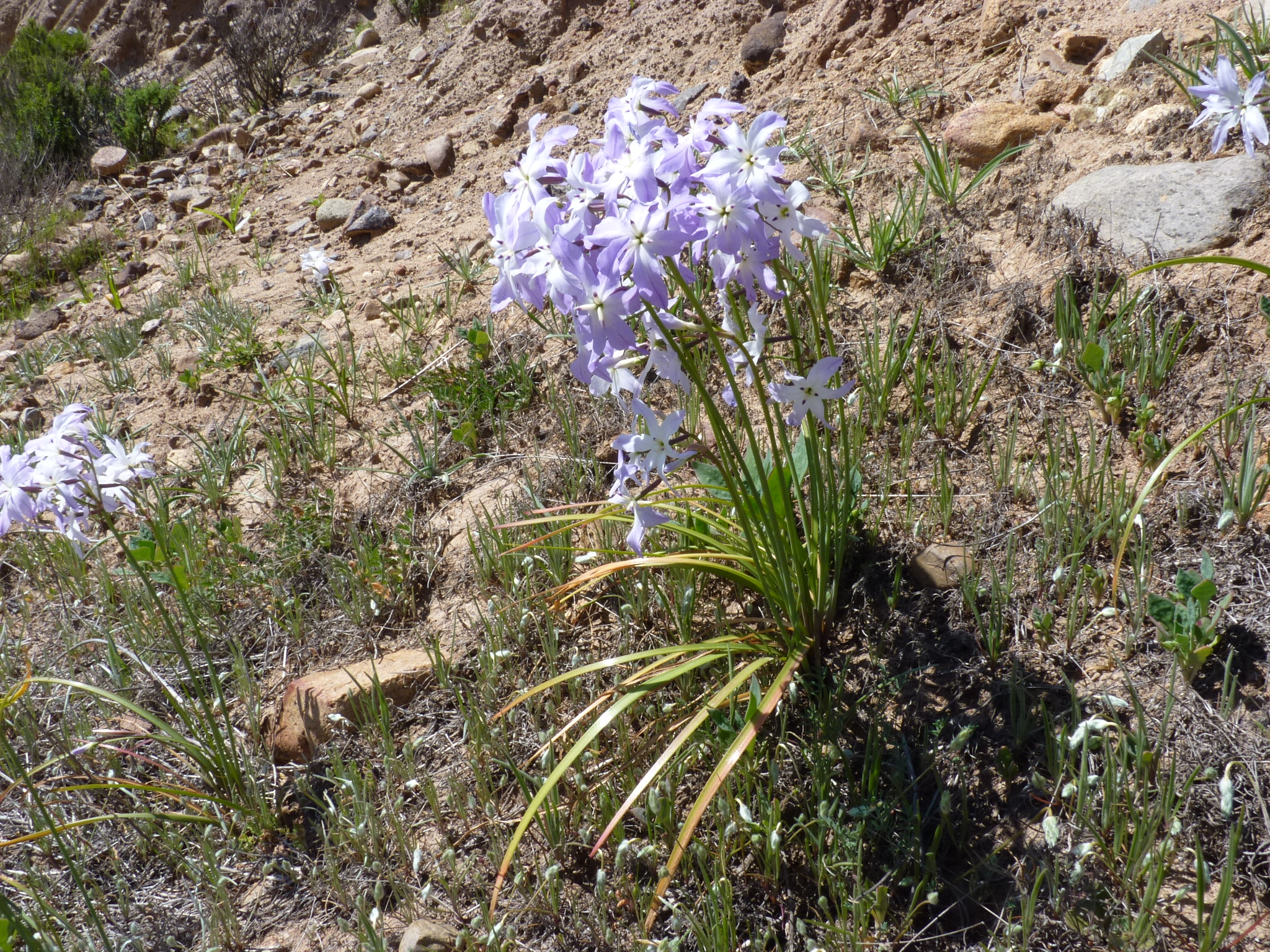
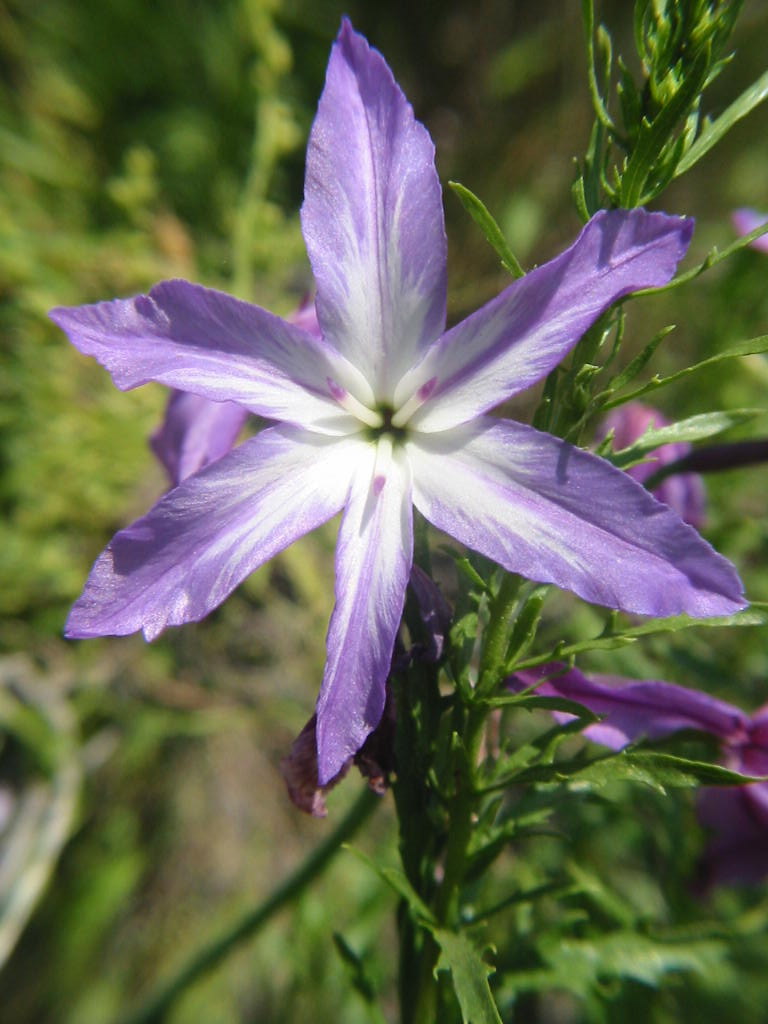